# شرطة وطنية (فرنسا)
شرطة وطنية. (بالفرنسية: Police nationale)‏، في فرنسا، الشرطة الوطنية هي شرطة للدولة . مربوطة إلى وزارة الداخلية. رجال الشرطة والمتدربين التي تضم موظفي الدولة.
خلفا لحرس الأمن العمومي تأسست في 14 أغسطس 1941، تحت نظام فيشي، بواسطة مرسوم من عند فيليب بيتان. مهامها هي ضمان الحريات الفردية والجماعية، والدفاع عن مؤسسات الجمهورية، والحفاظ على السلام والنظام العام وحماية الأرواح والممتلكات.